# Libor Hudáček
Libor Hudáček (* 7. September 1990 in Levoča, Tschechoslowakei) ist ein slowakischer Eishockeyspieler, der seit Dezember 2021 beim HK Dinamo Minsk aus der Kontinentalen Hockey-Liga (KHL) unter Vertrag steht und dort auf der Position des Centers spielt. Sein Bruder Július Hudáček ist ebenfalls Eishockeyspieler.

## Karriere
Libor Hudáček begann seine Karriere als Eishockeyspieler in der Nachwuchsabteilung des HK Spišská Nová Ves, für dessen Profimannschaft er in der Saison 2008/09 sein Debüt in der 1. Liga, der zweiten slowakischen Spielklasse, gab. Zur Saison 2009/10 wechselte der Center zum Hauptstadtklub HC Slovan Bratislava aus der Extraliga. Parallel kam er jedoch in seinem ersten Jahr in Bratislava auch für den HK Orange 20 zum Einsatz. Unter diesem Namen nahm die slowakische U20-Nationalmannschaft am Spielbetrieb der Extraliga teil. In der Saison 2011/12 wurde der Rechtsschütze Slowakischer Meister mit Slovan Bratislava.
Anschließend wechselte er mit dem Team in die Kontinentale Hockey-Liga, wo er bis zum November 2014 aktiv war, ehe er bis Saisonende an den HC 05 Banská Bystrica ausgeliehen wurde. Zur Saison 2015/16 wechselte der Slowake nach Schweden zum Örebro HK, wo er mit Ausnahme einer kurzen Leihe zu Färjestad BK für drei Spielzeiten aktiv war. Nachdem er zwischen 2018 und 2020 für den tschechischen Klub Bílí Tygři Liberec gespielt hatte, wechselte er zur Saison 2020/21 zu Neftechimik Nischnekamsk in die KHL. Dort lief der Slowake zunächst bis Februar 2021 auf, ehe ein dreimonatiges Gastspiel beim Lausanne HC aus der Schweizer National League folgte. Zum Beginn der Spielzeit 2021/22 kehrte er wieder nach Nischnekamsk zurück, schloss sich im Oktober desselben Jahres aber kurzzeitig dem Schweizer Nationalligisten HC Lugano an. Bereits im Dezember kehrte Hudáček aber erneut in die KHL zurück, wo er einen Vertrag beim belarussischen Hauptstadtklub HK Dinamo Minsk unterzeichnete.

### International
Für die Slowakei nahm Hudáček im Juniorenbereich an der U18-Junioren-Weltmeisterschaft 2008 sowie der U20-Junioren-Weltmeisterschaft 2010 teil. Im Seniorenbereich stand er erstmals bei der Weltmeisterschaft 2012 im Aufgebot seines Landes. Bei den Olympischen Winterspielen 2022 in der chinesischen Hauptstadt Peking gewann der Stürmer mit der slowakischen Olympiamannschaft die Bronzemedaille.

## Erfolge und Auszeichnungen
- 2012 Slowakischer Meister mit dem HC Slovan Bratislava
- 2012 Extraliga All-Star-Team
- 2019 Tschechischer Vizemeister mit Bílí Tygři Liberec
- 2023 Tschechischer Meister mit dem HC Oceláři Třinec

### International
- 2012 Silbermedaille bei der Weltmeisterschaft
- 2022 Bronzemedaille bei den Olympischen Winterspielen